# I'm the Best
"I'm The Best é uma canção da cantora, rapper e compositora trinidiana-americana Nicki Minaj para seu primeiro álbum de estúdio, Pink Friday (2010). Foi escrita pela própria artista com colaboração de Daniel Johnson e produzida por Kane Beatz. A música é inspirada no passado de Nicki e sua luta até a conquista da fama mundial.
I'm the best é uma canção de Hip-Hop e R&B com um fundo de dance. Em parte, assemelha-se a canção Right Thru Me (2010) pelo uso de sintetizadores. Há também citações a Young Money, Cash Money e a Universal Motown, as gravadoras da cantora. Num panorama geral, é uma gravação que mostra a superação da artista e sua escalada até o sucesso.
Foi anunciada pela própria rapper em Novembro de 2011 como o oitavo single do álbum (o nono em alguns países da Europa e da Oceania) e teve lançamento efetuado em 4 de Dezembro de 2011 sendo o último single do álbum e encerrando os trabalhos com Pink Friday. A principio, seria lançado antes do single Roman in Moscow (o primeiro do novo álbum da artista), porém Nicki lançou I'm the Best depois do novo single.

## Composição
Nicki Minaj e Kane Beatz compuseram a canção enquanto estavam selecionando as faixas para o primeiro álbum de estúdio de Minaj. Os dois também trabalharam juntos na canção "Dear Old Nicki", a décima primeira faixa do álbum. A inspiração para "I'm the Best" é o passado de Nicki (fator que também pode ser observado em "Moment 4 Life", "Did It On'em" e "Here I Am"). Há citações ao vício do pai em crack e ao medo que ela tinha do mesmo matar sua mãe. Ela menciona a gravação de seus mixtapes em 2007, sua turnê mundial, seus prêmios conquistados e a inveja das meninas que gostariam de ser ela. No refrão, ela diz: "What th-they gon' say? / I'm the best bitch doin' it, doin' it / I'm not good, good, good / I'm the best!". A produção ficou por conta de Kane Beatz, que também produziu outras músicas de Pink Friday.

### Controvérsias
A rapper confirmou que essa canção e "Roman's Revenge" são respostas para a cantora americana Lil' Kim. As brigas entre as duas começaram quando Kim declarou que Nicki Minaj só conseguiu assinar com a gravadora e lançar um álbum porque realiza favores sexuais, a cantora também lançou um mixtape chamado "Black Friday" onde a capa apresentava Lil' Kim cortando a cabeça de Minaj. Lil' Kim declarou a respeito da gravação:
| “ | Para a segurança nacional, eu vou apagar essa vadia. Eu não preciso de uma canção agora e poderia destruir essa vadia com minha carreira. Meus discos não são somente para entrarem nas paradas musicais, eles fazem história. | ” |

Além das duas gravações respondendo a Lil' Kim, Nicki Minaj foi ao The Wendy Williams Show e deu uma declaração que acobertava todas as controvérsias. A rapper falou: "Eles sabem do que estou falando. Quando você grava algo, apenas os culpados acham que você está falando com eles [...]".

## Lista de Faixas
| - Estados Unidos - Digital download 1. "I'm the Best" (Album Version) – 3:37 - Estados Unidos - Universal Version 1. "I'm the Best" (Universal Distribution) – 3:36 2. "I'm the Best" (Universal (Pty) Ltd) - 3:36 3. "I'm the Best" (Universal Music) - 3:36 - Estados Unidos - Motown Version 1. "I'm the Best" (Motown Distribution) – 3:37 | - Irlanda - Universal Ireland 1. "I'm the Best" - 3:36 - 2LP Version 1. "I'm the Best" (Cash Money/Universal Motown) - 3:37 - Clean Version 1. "I'm the Best" (Clean) - 3:36 2. "I'm the Best" (Clean Deluxe Edition) - 3:36 - Pink Friday Deluxe Edition 1. "I'm the Best" - 3:37 |

## Créditos
- Nicki Minaj - Compositora e vocais de apoio
- Kane Beatz - Compositor, produtor e arranjador
- DJ Ammo - Sintetizador

## Histórico de Lançamento
| País           | Data                  | Formato          |
| -------------- | --------------------- | ---------------- |
| Estados Unidos | 4 de Dezembro de 2011 | Download Digital |
| Reino Unido    | 4 de Dezembro de 2011 | Download Digital |